# Mollicamarops
Mollicamarops är ett släkte av svampar. Mollicamarops ingår i familjen Boliniaceae, ordningen Boliniales, klassen Sordariomycetes, divisionen sporsäcksvampar och riket svampar.
|               | Lentomitella                             |
|               |                                          |
|               | Endoxyla                                 |
|               |                                          |
| Mollicamarops | \| \| Mollicamarops stellata \| \| \| \| |
|               | \| \| Mollicamarops stellata \| \| \| \| |
|               | Camaropella                              |
|               |                                          |
|               | Cornipulvina                             |
|               |                                          |
|               | Pseudovalsaria                           |
|               |                                          |
|               | Neohypodiscus                            |
|               |                                          |
|               | Camarops                                 |
|               |                                          |
|               | Linostomella                             |
|               |                                          |
|               | Apiocamarops                             |
|               |                                          |
|               | Mollicamarops stellata                   |
|               |                                          |

|  | Mollicamarops stellata |
|  |                        |